# Рейнст, Герард
Герард Рейнст (нидерл. Gerard Reynst; около 1568, Амстердам — 1615, Батавия) — второй генерал-губернатор Голландской Ост-Индии.

## Биография
О ранних годах жизни Рейнста сведений нет. В 1599 году он стал купцом и судовладельцем, вошёл в число основателей Брабантской компании; в 1602 году она объединилась с другими компаниями в Голландскую Ост-Индскую компанию.
В 1613 году, по решению руководства компании (так называемых «Семнадцати господ» — нидерл. Heeren XVII), был назначен на пост генерал-губернатора Голландской Ост-Индии. Плавание Рейнста к месту службы на девяти кораблях длилось 18 месяцев; во время плавания по Красному морю ему удалось завязать торговые отношения с арабами. Через год после прибытия в Батавию Рейнст скончался от дизентерии.
Его сыновья Геррит и Ян были известными коллекционерами искусства.